# S-310

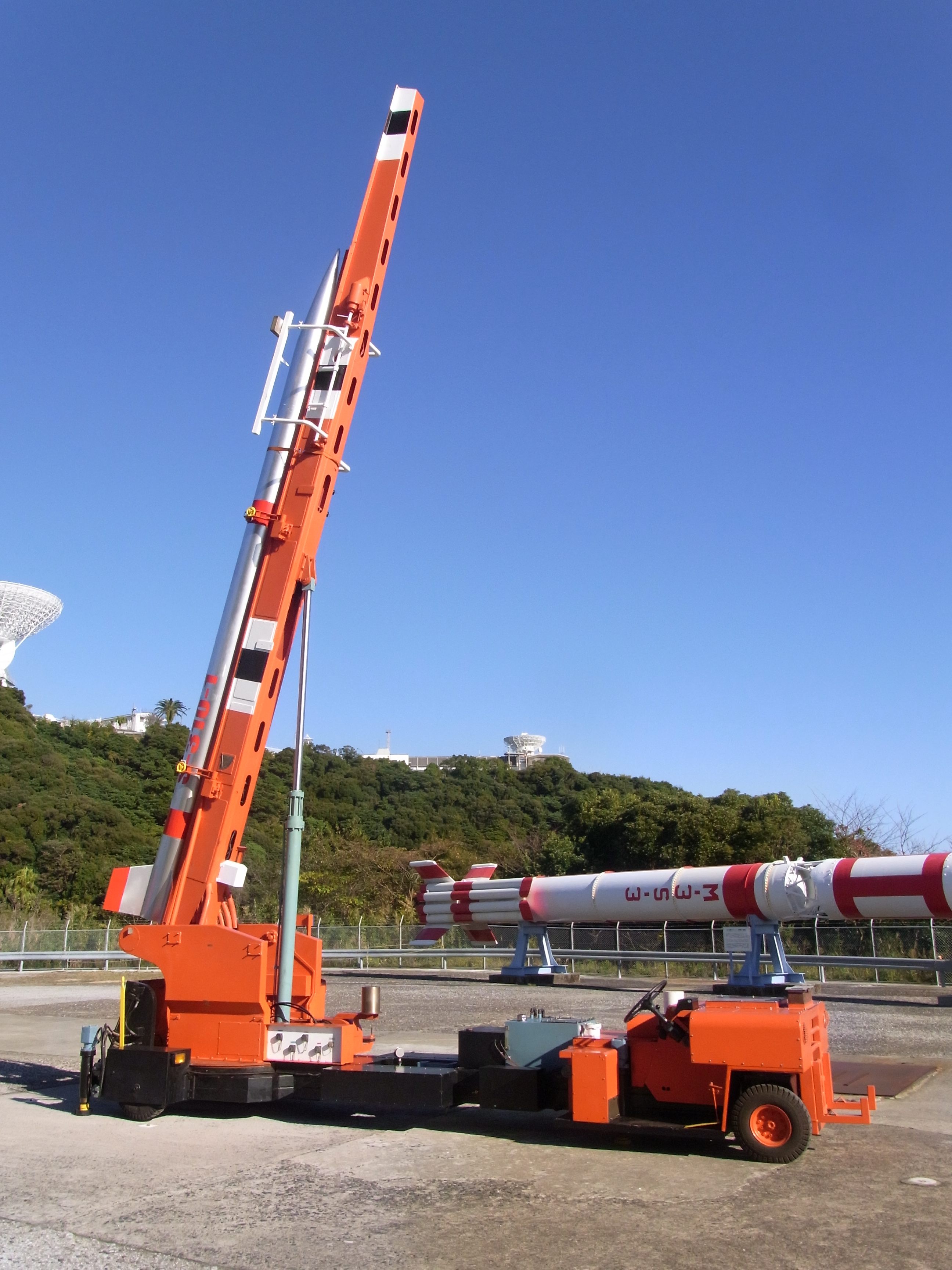
Sur la partie gauche de cette photo maquette d'une fusée-sonde S-310 à l'échelle 1 sur sa rampe de lancement.

S-310 est une fusée-sonde japonaise utilisée pour lancer des expériences scientifiques dans la très haute atmosphère. Elle peut effectuer un vol suborbital culminant à 150 km avec une charge utile de 50 kg. Son premier vol a eu lieu en 1975. Ce modèle de fusée-sonde est toujours en activité en 2016 et 55 exemplaires ont été lancés à cette date.

## Contexte
La branche scientifique ISAS de l'agence spatiale japonaise JAXA développe depuis les années 1960 des fusées-sondes qui sont lancées dans le cadre de campagnes annuelles pour faire voler sur des trajectoires suborbitales des expériences scientifiques. La S-310 fait partie des fusées-sondes en activité qui comprennent également les S-520 et  SS-520. Ces fusées-sondes sont fabriquées par la société IHI Aerospace spécialiste japonais de la propulsion à propergol solide dont elle développe des applications à des fins spatiales et militaires. 

## Historique et performances

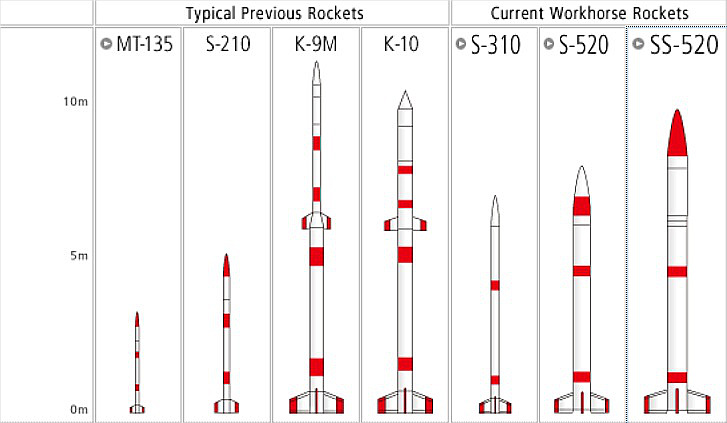
Les différents modèles de fusées-sondes développées par le Japon en activité ou retirées.

La fusée-sonde S-310 (référence à son diamètre de 31 cm) est un la version la moins puissante des fusées-sondes japonaises en activité. Elle permet de lancer sur une trajectoire suborbitale culminant à 150 km une charge utile de 50 kg. La S-310 est développée dans les années 1970 et succède à la fusée-sonde S-300 qui présentait des problèmes structurels en vol. La nouvelle fusée-sonde est mono-étage ce qui simplifie sa mise en œuvre et réduit par conséquent son cout. Le système de contrôle d'attitude et la poussée sont améliorés par rapport à la génération précédente. Les innovations mises en œuvre seront reprises sur les deux modèles plus puissants développés par la suite : les S-520 et SS-520. Le premier vol a eu lieu en 1975. Fin 2016, 55 exemplaires ont été lancés depuis la base de lancement japonaise d'Uchinoura utilisée par l'ISAS, la Base antarctique Shōwa et depuis la base de lancement d'Andøya en Norvège.   
|                | S-310  | S-520     | SS-520  |
| -------------- | ------ | --------- | ------- |
| Longueur       | 7,1 m  | 8 m       | 9,65 m? |
| Diamètre       | 0,31 m | 0,52 m    | 0,52 m  |
| Masse          | 0,7 t. | 2,1 t.    | 2,6 t.  |
| Etages         | 1      | 1         | 2       |
| Altitude       | 150 km | 300 km    | 800 km  |
| Charge utile   | 50 kg  | 95/150 kg | 140 kg  |
| Vol inaugural  | 1975   | 1980      | 1998    |
| Nombre de tirs | 55     | 32        | 2       |

## Caractéristiques techniques
La fusée-sonde  S-310 comporte un seul étage à propergol solide. Sa masse est de 700 kg. Le corps de la fusée est réalisé en acier AISI 4340 (acier allié de nickel, chrome et molybdène). La tuyère a un rapport de section de 8. La fusée est stabilisée par rotation. La chambre de combustion du bloc de propergol solide utilise du CTPB et est façonné de manière à maximiser la poussée au lancement puis à la stabiliser à une valeur plus faible durant la seconde partie du vol. La fusée-sonde dispose de plans stabilisateurs en  titane légèrement vrillés qui lui imprime ne rotation de 2,8 tours par seconde. La pointe avant est réalisée en plastique à renfort de verre. La fusée-sonde est tirée depuis une rampe de lancement orientable. 